# كيتانجي براون جاكسون
كيتانجي براون جاكسون (بالإنجليزية: Ketanji Brown Jackson)‏ (14 سبتمبر 1970) محامية وقاضية أمريكية عملت كقاضية اتحادية في محكمة استئناف الولايات المتحدة بمقاطعة كولومبيا منذ عام 2021. وهي قاضية مشاركة في المحكمة العليا للولايات المتحدة. رشحها الرئيس الأمريكي بايدن يوم 7 أبريل 2022 لتشغل منصب قاضٍ في المحكمة العليا.

## النشأة والتعليم
ولدت كاتينجي أونيكا براون في 14 سبتمبر 1970 في واشنطن العاصمة 
، والداها من خريجي الجامعات التاريخية للسود. كان والدها، جوني براون، محاميًا وتولى منصب كبير المحامين لمجلس التعليم بمقاطعة ميامي داد  ؛ عملت والدتها إليري كمديرة لمدرسة نيو ورلد للفنون.
ترعرعت كاتينجي في ميامي بفلوريدا، وتخرجت من مدرسة ميامي بالميتو الثانوية في عام 1988. وفي سنتها الأخيرة، فازت بالمسابقة الوطنية للخطابة في بطولة الرابطة الوطنية الكاثوليكية في نيو أورلينز. نُقل عنها من كتابها السنوي بالمدرسة الثانوية قولها إنها «أرادت أن تدرس القانون، وأن تتعين في السلك القضائي».
درست جاكسون في جامعة هارفارد، على الرغم من نصيحة مستشار التوجيه بمدرستها الثانوية بتخفيض سقف توقعاتها إلا أنها قدمت طلبها للجامعة. خلال دراستها، قدمت عروض كوميديا ارتجالية وأخذت دروسًا في الدراما. كما قادت احتجاجات ضد طالب عرض علم الكونفدرالية من نافذة مسكنه. تخرجت في جامعة هارفارد عام 1992 بدرجة إجازة في الآداب.
بينما كانت كاتينجي في الكلية، حُكم على عمها، توماس براون جونيور، بالسجن مدى الحياة لإدانته بالكوكايين. بعد سنوات، أقنعت كاتينجي شركة محاماة بتولي قضيته مجانًا، في النهاية خفف الرئيس باراك أوباما عقوبته. خدم عمها الآخر، كالفن روس، كرئيس لشرطة ميامي.
عملت كاتينجي كمراسلة وباحثة في مجلة تايم من عام 1992 إلى عام 1993، ثم التحقت بكلية الحقوق بجامعة هارفارد، حيث كانت محررًا مشرفًا لمجلة هارفارد للقانون. تخرجت عام 1996 بدرجة دكتوراة في القانون بتقدير امتياز.

## الترشح لمنصب قاضٍ في المحكمة العليا
في أوائل عام 2016، وضع مسؤولو إدارة أوباما كاتينجي كمرشح محتمل للمحكمة العليا لملء المقعد الذي شغر إثر وفاة القاضي أنتونين سكاليا. كانت كاتينجي واحدًا من خمسة مرشحين تمت مقابلتهم كمرشح محتمل للوظيفة الشاغرة.
في أوائل عام 2022، توقعت وسائل الإعلام بأن بايدن سيرشح كاتينجي للمحكمة العليا الأمريكية لملء المقعد الذي أخلاه ستيفن براير.
تعهد بايدن خلال حملته الانتخابية بتعيين امرأة سوداء في المحكمة، في حال حدوث شُغور. اعتُبر تعيين جاكسون في دائرة العاصمة، التي تعتبر ثاني أكثر المحاكم الفيدرالية نفوذاً في الولايات المتحدة، بعد المحكمة العليا فقط، بمثابة تحضير لترقية محتملة إلى المحكمة العليا.

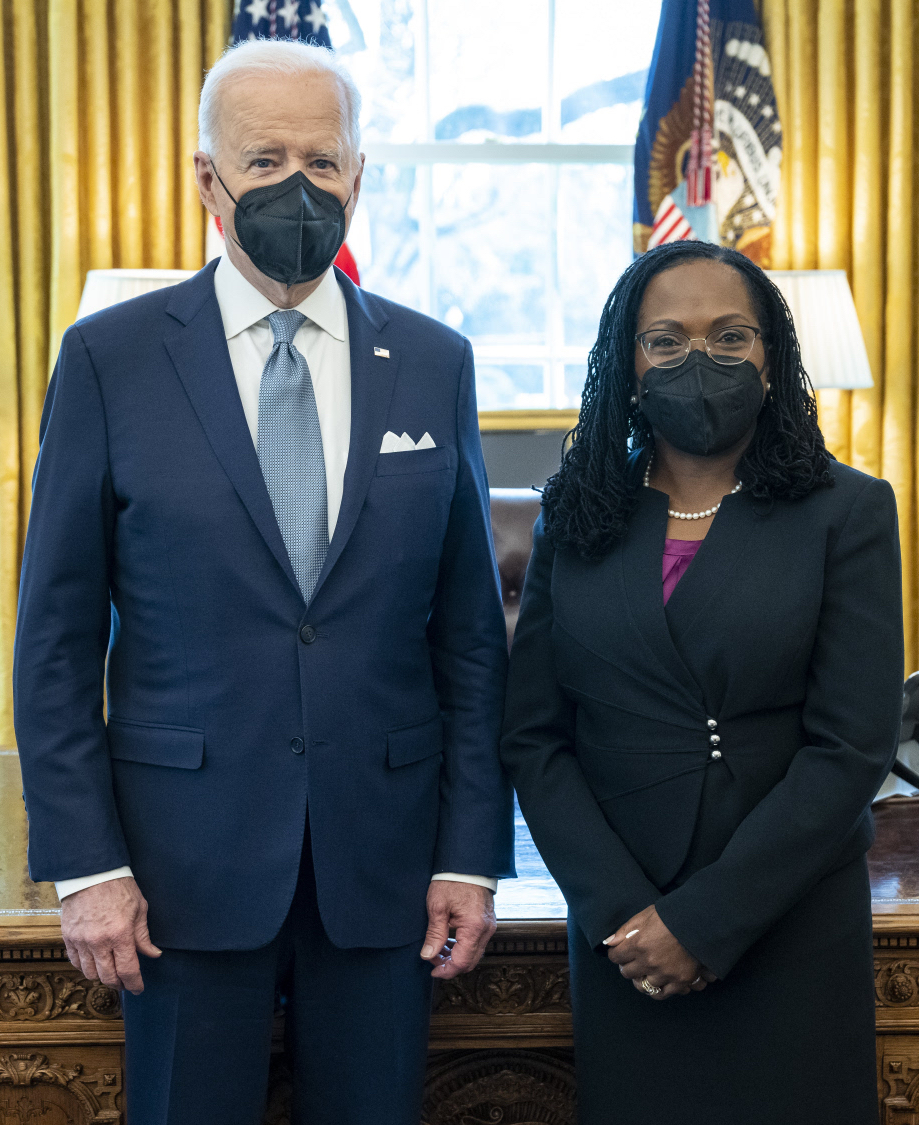
الرئيس جو بايدن مع كيتانجي قبل الإعلان عنها كمرشحة، 25 فبراير 2022

دعم ترشيح جاكسون للمحكمة العليا من قبل المنظمات الحقوقية والليبرالية. كتبت واشنطن بوست أن تجربة جاكسون كمحامي عام «جعلتها محببة للقاعدة الأكثر ليبرالية في الحزب الديمقراطي». بينما روّج مؤيدوها لتاريخها كمحامٍ عام باعتباره أحد الأصول القيمة، خلال جلسة الاستماع لعام 2021، حاول الجمهوريون اعتبار عملها كمحامٍ عام مسؤولية.
أعلن بايدن في 25 فبراير 2022، أن كاتينجي هي مرشحته للمحكمة العليا. تم إرسال ترشيحها إلى مجلس الشيوخ في 28 فبراير. وافتتحت جلسات الاستماع الخاصة بالتأكيد أمام اللجنة القضائية في مجلس الشيوخ في 21 مارس. بعد أن وصلت اللجنة القضائية إلى طريق مسدود بـ11-11 صوتاً، تم تقديم ترشيحها في 4 أبريل بأغلبية 53-47 صوتاً إجرائيًا. في مجلس الشيوخ.

## الحياة الشخصية
تزوجت كاتينجي في عام 1996 من الجراح باتريك جريفز جاكسون، وهو من نخبة بوسطن، من سلالة مندوب الكونغرس القاري جوناثان جاكسون، وله قرابة بقاضي المحكمة العليا الأمريكية أوليفر وندل هولمز، الابن. ومن خلال زواجها، ترتبط جاكسون برئيس مجلس النواب السابق بول رايان. للزوجين ابنتان، هما ليلى وتاليا. كاتينجي بروتستانتية غير طائفية.